# Autobús rígido

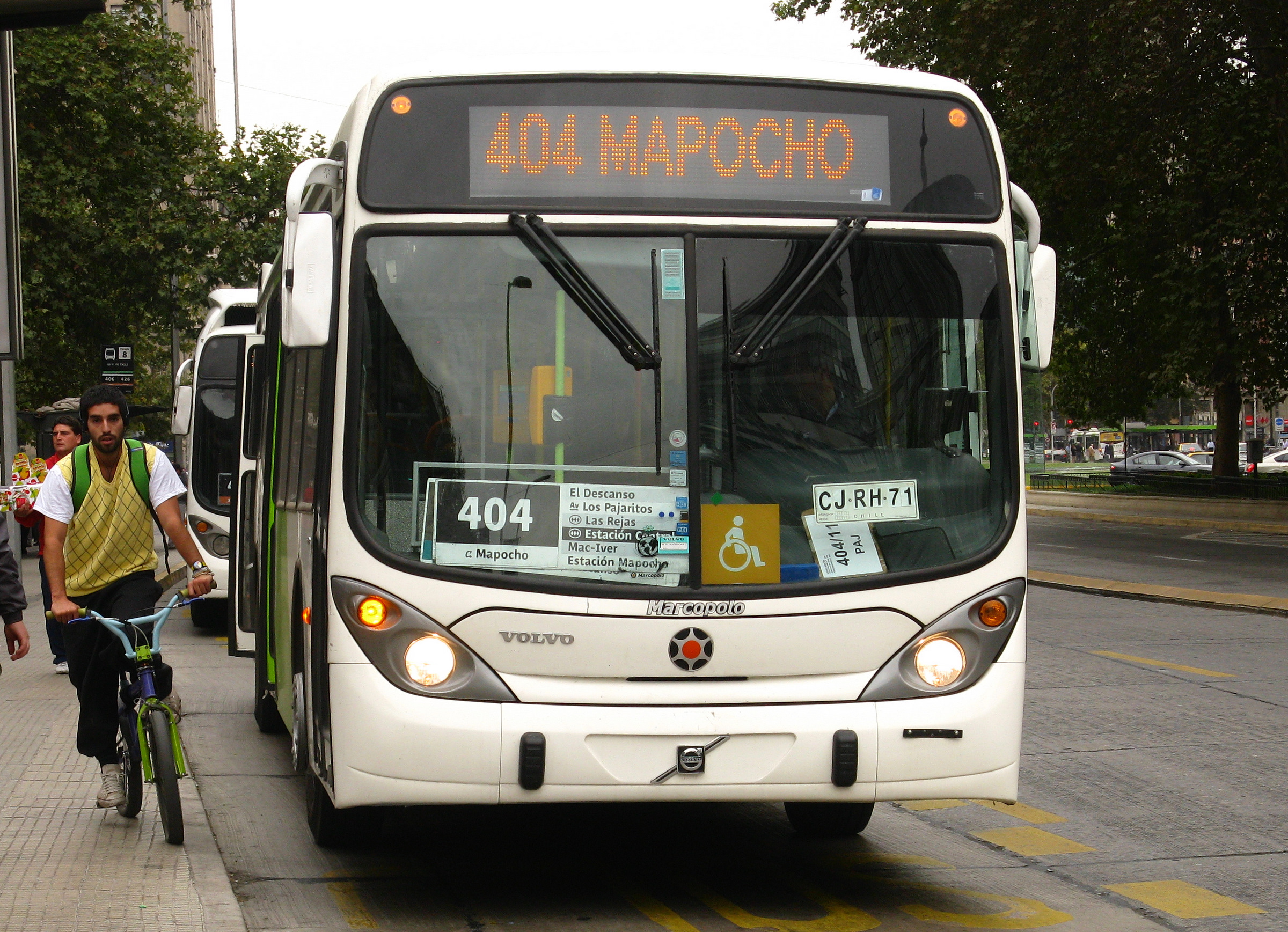
Sistema de transporte público de Santiago, Autobús Rígido de la Ciudad de Santiago, Chile.

Un autobús rígido es un vehículo usado en el transporte público con un solo chasis rígido. Un bus de este tipo debe ser contrastado con un autobús articulado o bi-articulado, que tendrá dos o más de dos secciones rígidas unidas por una articulación pivotante, que se formó a partir de un bus de carrocería de entrada baja tirado por un vehículo tractor convencional.
La capacidad varía entre 90 a 100 pasajeros, dependiendo del modelo, la cantidad de asientos y la extensión del autobús.

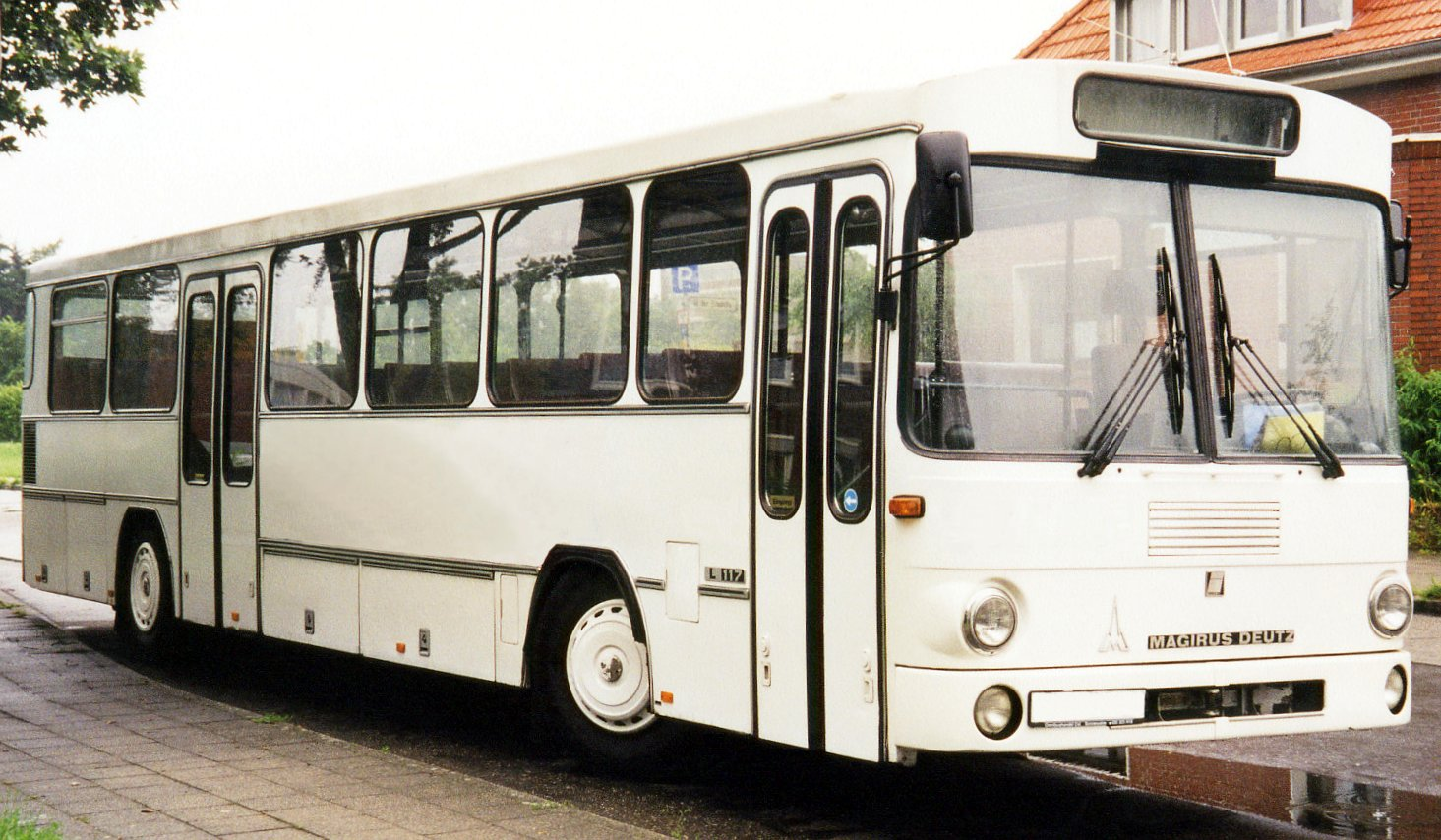
El Magirus-Deutz L117 autobús rígido (también el «bus estándar»: véase el texto).

## Características
Al igual que un autobús normal, puede poseer solo un piso bajo o puede tener también un piso alto (que se construye como exclusividad en donde el inmobiliario urbano ha sido modificado con tal fin, como es el caso de los sistemas brasileños y colombianos; pioneros en este tipo de buses). La tendencia de los últimos años en Sudamérica ha sido la puesta en servicio de autobuses de piso bajo, para facilitar la subida y bajada de los pasajeros, y ahorrar recursos en la modificación del equipamiento urbano existente, sin gastar extra en la construcción de secciones extrañas dentro de la ciudad. Junto con ello suelen tener una rampa de subida, para las personas que usan silla de ruedas. El autobús como norma de servicio cuenta con un sistema de suspensión neumática autorregulada el cual permite que el autobús se incline acercando aún más el nivel del piso del bus al de la acera (o vereda), y que le da un mayor confort en la marcha al resentir menos el paso sobre obstáculos y deformaciones de la calzada.
Aunque pareciese forzado, las secciones que componen a un bus articulado están interconectadas para los pasajeros (lo cual es una ventaja tanto para el pasajero como para el servicio en sí), el modo más frecuente hasta el presente (2007) es el de conectar las secciones de este tipo de bus mediante un pasillo flexible o un sistema de fuelles que intercomunica los compartimentos que permiten, aun estando en marcha, un pasadizo continuo en la contigüidad, sin embargo, no solo aporta una especial y placentera sensación de amplitud al pasajero sino que ofrece más seguridad y (a mediano plazo) economía en tipos de transportes urbanos e interurbanos de corta y media distancia (no más de 150 km) como el autobús y el autobús rígido.

## América

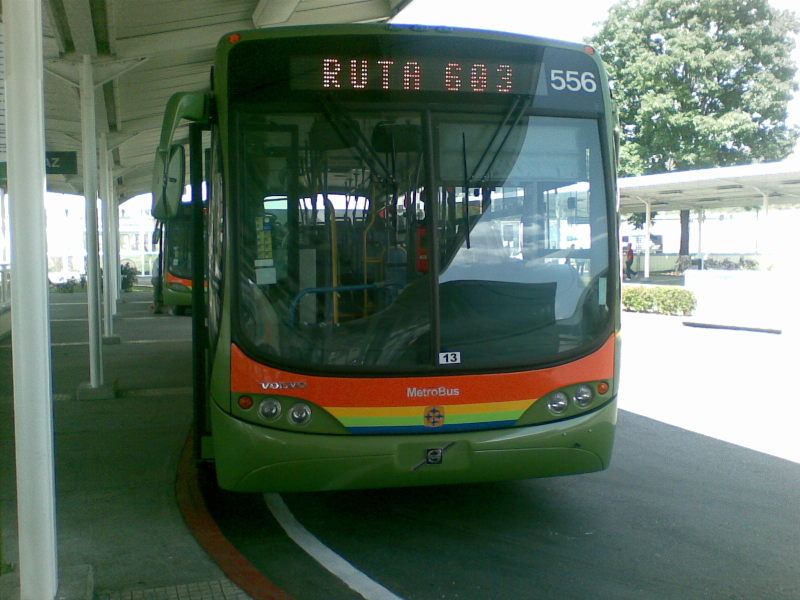
Metrobús Autobús Rígido de la Ciudad de Caracas, Venezuela.

En Centro y Sudamérica se utilizan, principalmente en la Ciudad de Panamá (Panamá), Porto Alegre y São Paulo (Brasil), Santiago (Chile), Bogotá, Medellín y Barranquilla (Colombia), Caracas (Venezuela), Quito (Ecuador), Montevideo (Uruguay), Buenos Aires (Argentina) y Lima (Perú), autobuses rígidos de piso alto, en los sistemas conocidos como «autobús de tránsito rápido (BRT)», en los cuales los buses circulan por vías exclusivas y las estaciones están a la misma altura del piso del autobús. No obstante, en Santiago de Chile actualmente se han introducido masivamente autobuses rígidos de piso bajo, los cuales no necesitan de estructuras adaptadas al equipamiento urbano existente. Para las personas discapacitadas, algunos modelos de autobuses cuentan con un sistema de anclaje, para evitar que salgan despedidas de su espacio cuando se produzcan colisiones o frenadas bruscas, algunos de los proyectos más progresistas serán adelantados en ciudades como La Paz (Bolivia).
Para la señalización de las rutas estos han de contar con letreros móviles, conformados por diodos emisores de luz (o ledes) en la parte superior del parabrisas, donde se indica el recorrido o información pertinente.